# Team Nippo-De Rosa/Saison 2013
Dieser Artikel listet die Erfolge und die Mannschaft der Radsportmannschaft Team Nippo-De Rosa in der Saison 2013 auf.

## Erfolge in der UCI Africa Tour
| Datum     | Rennen                | Kat. | Sieger        |
| --------- | --------------------- | ---- | ------------- |
| 19. April | 3. Etappe Mzansi Tour | 2.2  | Mauro Richeze |
| 20. April | 4. Etappe Mzansi Tour | 2.2  | Mauro Richeze |

## Erfolge in der UCI Asia Tour
| Datum               | Rennen                                         | Kat. | Sieger              |
| ------------------- | ---------------------------------------------- | ---- | ------------------- |
| 25. Februar         | 5. Etappe Tour de Langkawi                     | 2.HC | Julián Arredondo    |
| 21. Februar–2. März | Gesamtwertung Tour de Langkawi                 | 2.HC | Julián Arredondo    |
| 19.–26. Mai         | Gesamtwertung Tour of Japan                    | 2.1  | Fortunato Baliani   |
| 1. Juni             | 2. Etappe Tour de Kumano                       | 2.2  | Julián Arredondo    |
| 30. Mai–2. Juni     | Gesamtwertung Tour de Kumano                   | 2.2  | Julián Arredondo    |
| 22. Juni            | Japanische Meisterschaft – Straßenrennen (U23) | CN   | Tanzou Tokuda       |
| 14. September       | 1. Etappe Tour de Hokkaidō                     | 2.2  | Leonardo Pinizzotto |

## Erfolge in der UCI Europe Tour
| Datum    | Rennen                       | Kat. | Sieger              |
| -------- | ---------------------------- | ---- | ------------------- |
| 31. März | 3. Etappe Boucle de l’Artois | 2.2  | Leonardo Pinizzotto |
| 9. Mai   | 2. Etappe Flèche du Sud      | 2.2  | Mauro Richeze       |
| 11. Mai  | 4. Etappe Flèche du Sud      | 2.2  | Alberto Cecchin     |
| 12. Juni | 2. Etappe Serbien-Rundfahrt  | 2.2  | Mauro Richeze       |
| 15. Juni | 5. Etappe Serbien-Rundfahrt  | 2.2  | Mauro Richeze       |

## Zugänge – Abgänge
| Zugänge             | Team 2012               | Abgänge             | Team 2013                 |
| ------------------- | ----------------------- | ------------------- | ------------------------- |
| Shinichi Fukushima  | Terengganu Cycling Team | Maximiliano Richeze | Lampre-Merida             |
| Leonardo Pinizzotto | Miche-Guerciotti (2011) | Jun’ya Sano         | Vini Fantini-Selle Italia |
| Alessio Camilli     | Neoprofi                | Antonio Testa       | Meridiana Kamen Team      |
| Alberto Cecchin     | Neoprofi                | Ryōhei Komori       | Team Eurasia              |
| Manabu Ishibashi    | Neoprofi                | Henry Frusto        | Unbekannt                 |
| Adrián Richeze      | Neoprofi                | Vincenzo Garofalo   | Unbekannt                 |
| Tanzou Tokuda       | Neoprofi                | Alexander Sdanow    | Unbekannt                 |

## Mannschaft
| Name                | Geburtstag         | Nationalität |
| ------------------- | ------------------ | ------------ |
| Julián Arredondo    | 30. Juli 1988      | Kolumbien    |
| Fortunato Baliani   | 6. Juli 1974       | Italien      |
| Alessio Camilli     | 1. Mai 1989        | Italien      |
| Simone Campagnaro   | 31. Mai 1986       | Italien      |
| Alberto Cecchin     | 8. August 1989     | Italien      |
| Shinichi Fukushima  | 13. September 1971 | Japan        |
| Tomohiro Hayakawa   | 2. Januar 1990     | Japan        |
| Manabu Ishibashi    | 30. November 1992  | Japan        |
| Hideto Nakane       | 2. Mai 1990        | Japan        |
| Leonardo Pinizzotto | 14. August 1986    | Italien      |
| Adrián Richeze      | 29. April 1989     | Argentinien  |
| Mauro Richeze       | 7. Dezember 1985   | Argentinien  |
| Kenichi Sakakibara  | 2. November 1991   | Japan        |
| Tanzou Tokuda       | 13. April 1992     | Japan        |
| Kōhei Uchima        | 8. November 1988   | Japan        |